# Busenje
Busenje (srbsko Бусење; madžarsko Káptalanfalvá, nemško Kaptalan) je naselje v Srbiji, ki upravno spada pod Občino Sečanj; slednja pa je del Srednjebanatskega upravnega okraja.

## Demografija
V naselju, katerega (srbsko-cirilično) ime je Бусење a latinično Busenje, živi 75 polnoletnih prebivalcev, pri čemer je njihova povprečna starost 39,6 let (42,5 pri moških in 37,3 pri ženskah). Naselje ima 34 gospodinjstev, pri čemer je povprečno število članov na gospodinjstvo 2,76.
To naselje je v glavnem madžarsko (glede na rezultate popisa iz leta 2002). Naselje je omenjeno prvič okoli leta 1820. Bilo je nadarbina zagrebškega Kaptola (od tod nemško in madžarsko ime). Prvo javno poslopje so zgradili vaščani sami leta 1887: vzhodna polovica je bila kapela, zahodna pa šola. Leta 1999 je neznan storilec vrgel na leseno stavbo bombo in jo hudo poškodoval. Zato so stavbo podrli in 2002 zgradili novo kapelo. Leta 2005 je povodenj poplavila poleg trga Jaša Tomića (Modoša) tudi celo vasico Busenje - razen nove cerkvice. Iz nabitega blata narejene hiše so se po večini sesedle in del prebivalcev se je preselil v nove hiše v novo naselje v bližnjem, 2 km oddaljenem Jaša Tomiću, drugi pa so – nekaj iz pomoči poplavljenim – postavili nova bivališča. 
|  |

| Demografija | Demografija     | Demografija     |
| Leto        | Št. prebivalcev | Št. prebivalcev |
| ----------- | --------------- | --------------- |
|             |                 |                 |
|             |                 |                 |
|             |                 |                 |
|             |                 |                 |
| 1948        | 229             |                 |
| 1953        | 240             |                 |
| 1961        | 224             |                 |
| 1971        | 185             |                 |
| 1981        | 141             |                 |
| 1991        | 119             | 119             |
| 2002        | 95              | 94              |
|             |                 |                 |

| Etnična sestava po popisu iz leta 2002 | Etnična sestava po popisu iz leta 2002 | Etnična sestava po popisu iz leta 2002 | Etnična sestava po popisu iz leta 2002 | Etnična sestava po popisu iz leta 2002 |
| -------------------------------------- | -------------------------------------- | -------------------------------------- | -------------------------------------- | -------------------------------------- |
| Madžari                                | Madžari                                |                                        | 80                                     | 85,10%                                 |
| Srbi                                   | Srbi                                   |                                        | 14                                     | 14,89%                                 |
| Neznano                                | Neznano                                |                                        | 0                                      | 0,0%                                   |